# Ipomoea lindheimeri
Ipomoea lindheimeri är en vindeväxtart som beskrevs av Asa Gray. Ipomoea lindheimeri ingår i släktet praktvindor, och familjen vindeväxter. Inga underarter finns listade i Catalogue of Life.